# Sorex sonomae
Sorex sonomae és una espècie de mamífer de la família de les musaranyes (Soricidae) endèmica del nord de Califòrnia i Oregon, als Estats Units. És una espècie en risc mínim, és a dir, no sembla que hi hagi cap amenaça significativa per a la seva supervivència.